# Mahakali (Fluss)
Die Mahakali (Nepali: महाकाली mahākālī; der Oberlauf auch Kali, der Unterlauf in Indien Sharda) ist ein ca. 350 km langer rechter Nebenfluss der Ghaghara in Nepal und in Indien.

## Verlauf
Die Mahakali entspringt am Südhang des Himalaya-Hauptkamms westlich des 6191 m hohen Om Parvat. Sie fließt in südlicher Richtung durch das Gebirge entlang der Grenze zwischen dem indischen Bundesstaat Uttarakhand im Westen und Nepal im Osten. Mit dem Verlassen der Himalaya-Vorberge erreicht der Fluss den indischen Bundesstaat Uttar Pradesh. Er fließt nun in südöstlicher Richtung durch die Gangesebene und mündet schließlich ca. 20 km nordwestlich von Bahraich in die Ghaghara.

## Wasserkraft
Der ein Einzugsgebiet von ca. 18.140 km² entwässernde Fluss Mahakali besitzt ein großes Potential an Wasserkraft. Es gibt verschiedene Pläne für Wasserkraftwerke entlang dem Ober- und Mittellauf des Flusses. Bei Tanakpur an der Südflanke der Himalaya-Vorberge wird die Mahakali von der Sharda-Talsperre (⊙ Upper Sharda Dam/Tanakpur Dam) aufgestaut. Dort befindet sich ein 120 MW-Wasserkraftwerk. Dort zweigt auch ein Bewässerungskanal ab. Weitere 160 km flussabwärts befindet sich ein weiterer Staudamm (⊙ Lower Sharda Dam), der hauptsächlich zu Bewässerungszwecken angelegt wurde.

## Dodhara Chandani Bridge
Die Dodhara Chandani Bridge (⊙) im äußersten Westen Nepals ist mit einer Länge von ca. 1,45 km eine der weltweit längsten Fußgängerhängebrücken.

## Freizeit
Ein 117 km langer Abschnitt der Mahakali zwischen Jauljibi und Tanakpur eignet sich als Raftinggewässer. 